# Studený
Studený (en allemand : Studena) est une commune du district de Benešov, dans la région de Bohême-Centrale, en République tchèque. Sa population s'élevait à 92 habitants en 2020.

## Géographie
Studený se trouve à 20 km au sud-est de Vlašim, à 38 km au sud-est de Benešov et à 72 km au sud-est de Prague.
La commune est limitée par Křivsoudov à l'ouest et au nord, par Děkanovice et Dunice à l'est, et par Onšov et Martinice u Onšova au sud.

## Histoire
La première mention écrite de la localité date de 1354.

## Administration
La commune se compose de deux quartiers :
- Studený
- Petrova Lhota